# Ron Underwood
Ron Underwood (6 de noviembre de 1953 en Glendale, California) es un director de cine estadounidense.
Underwood comenzó su carrera como asistente de dirección director televisivo. En 1989 rodó Tremors, su primera película, pero sería con City Slickers cuando saltara a la fama.
En 2003 fue nominado al Premio Golden Raspberry como el peor director por su película The Adventures of Pluto Nash.

## Filmografía
- 2007: Holiday in Handcuffs
- 2005: In The Mix
- 2003: Stealing Sinatra
- 2002: The Adventures of Pluto Nash
- 1998: Mighty Joe Young
- 1994: Speechless
- 1993: Heart and Souls
- 1991: City Slickers
- 1990: Tremors